# ویچنزا
ویچنزا یک شهر در شمال شرقی ایتالیا و مرکز استان ویچنزا است.این شهر تقریباً در ۶۰ کیلومتری غرب شهر ونیز و ۲۰۰ کیلومتری شرق شهر میلان قرار دارد. ویچنزا یک شهر پررونق و چندفرهنگی است. این شهر دارای پیشینه و فرهنگ غنی با موزه‌ها، گالریهای هنری، پیازاها، ویلاها و کلیساها است.